# Comédie Claude Volter
La Comédie Claude Volter és un teatre de Brussel·les situat en el número 98 de l'avinguda des Frères Legrain, al Woluwe-Saint-Pierre. Fou fundada el 1957 per l'actor Claude Volter (1933-2002) i la seva dona Jacqueline Bir (nascuda el 1934). El 2002 el teatre passa a mans del seu fill Philippe Volter (1959-2005) i el 2003 a Michel de Warzée. Principalment s'hi realitzen peces de teatre clàssiques, on el vestuari sumptuós i cuidat gaudeix d'un gran protagonisme.